# Freerk Bos
Freerk Bos (Sleen, 15 december 1965) is een Nederlands acteur.
Bos speelt sinds 2006 Koning Koos in het populaire peuter/kleuter-programma Het Zandkasteel. Sinds 25 februari 2008 speelt Bos ook Bart de Boer in het peuterprogramma Bibaboerderij. Ook speelt Bos sinds 3 november 2008 de kinderhatende professor Kluts in het negende seizoen van De Club van Sinterklaas. 
In 2007 heeft hij een gastrol in SpangaS gespeeld.

## Levensloop
Van 1988 tot en met 1992 studeerde Freerk Bos aan de Toneelschool Amsterdam. In 1992 studeerde hij ook aan de American Conservatory Theater in San Francisco.

## Filmografie
- De Johnsons - Student (1992)
- Survival - Pillentheo (1992)
- 12 steden, 13 ongelukken - Nico (1992)
- De weg naar school - Boerenjongen (1993)
- Coverstory - Postbezorger (1993)
- Windkracht 10 - Frank (1997)
- 12 steden, 13 ongelukken (1997)
- Toen was geluk heel gewoon - Journalist van het Vrije Volk (1997)
- Spangen - Hans Vreeswijk (1999)
- Kruimeltje - Afficheplakker (1999)
- De geheime dienst (2000)
- 102 Echte Dalmatiërs - stem van Ewan (2000)
- Hundred percent (2000)
- SamSam - Theodor (2001)
- Dok 12 - Co de Witte (2001)
- Storm in mijn hoofd - Edmond, Politieman, Leuter (2001)
- Band of brothers - Nederlandse boer (2001)
- Joy meal - Jack (2001)
- The sound of drumming (2001)
- Ernstige Delicten - Radarspecialist (2003)
- Stop! - Editor (2003)
- Missie Warmoesstraat - Bertram (2004)
- Zes minuten - Fred (2004)
- Costa! (2005)
- Meiden van De Wit - Politieman (2005)
- SpangaS - Ed (2007)
- De Club van Sinterklaas - Professor Kluts (2008)
- 2012: Het jaar Nul - Rechercheur (2009)
- TiTa Tovenaar - Tamboermajor (2009)
- Raveleijn - Falco Peregrinus (2011)
- Van God Los - Meneer Stege (2011)
- De ontmaagding van Eva van End - Mentor (2012)
- Moordvrouw - Vincent Klop (2013)
- Finn - Pastoor (2013)
- Penoza - Frank (2015)
- Goede tijden, slechte tijden - Joop Driessen (2015-2016)
- Flikken Rotterdam - Peter Carr (2020)